# Sestola
Sestola (Sèstula in dialetto sestolese, Sèstla in dialetto frignanese) è un comune italiano di 2 425 abitanti della provincia di Modena in Emilia-Romagna. Situato a sud del capoluogo provinciale, fa parte dell'Unione dei comuni del Frignano. 

## Geografia fisica

### Territorio
È situata nel Parco del Frignano ed è dominata dalla mole del monte Cimone (2165 m) e da altre montagne facenti parte del crinale spartiacque tosco-emiliano. Il suo territorio si estende dai 321 metri del fondovalle Panaro ai 2.165 della vetta del monte Cimone, la più alta di tutto l'Appennino settentrionale.
Il capoluogo, che si trova in posizione mediana, (1.020 m s.l.m.) è il secondo più alto dell'Emilia-Romagna. A valle si allarga la vallata del rio Vesale divisa fra le frazioni di Casine, Castellaro, Rocchetta Sandri, Roncoscaglia, Vesale e i dintorni di Poggioraso.
Sestola è la più celebre località turistica invernale dell'Emilia-Romagna per via della vicinanza alla stazione sciistica del monte Cimone, la principale dell'Emilia-Romagna nonché una delle maggiori nell'Appennino.
Nella zona a monte del paese si trovano alcuni insediamenti turistici: Pian del Falco, Passo del Lupo e il Lago della Ninfa. La zona è ideale per gli appassionati della natura, che vi incontrano emergenze ambientalistiche di notevole importanza, primo fra tutti il giardino botanico Alpino Esperia, oasi botanica di valenza nazionale situata alle pendici del monte Cimone e al confine col parco del Frignano. Passo del Lupo (1.500 m s.l.m.) è un'importante stazione del comprensorio sciistico del Cimone ed è dotato di numerosi impianti a fune per la pratica dello sci alpino. Vi parte una funivia che lo collega a Pian Cavallaro, punto di partenza per escursioni sulla cima del monte.
A 1.500 m s.l.m. alle pendici del monte Cimone, in un'area caratterizzata da faggeti e boschi di resinose, si trova il Lago della Ninfa, che è area di attrazione turistica in estate come punto di partenza per escursioni e nella stagione invernale per la pratica dello sci da fondo e dello sci alpino.
Sulla cima del monte sorge una piccola chiesetta, costruita all'inizio del XX secolo, dedicata alla Madonna delle Nevi, che viene festeggiata il 5 agosto.
Il monte Cimone domina coi suoi 2.165 m tutto il territorio sestolese e quello dei comuni limitrofi. Sulla cima è insediata una stazione meteorologica dell'Aeronautica Militare e l'Osservatorio climatico "Ottavio Vittori" del CNR – ISAC. Queste stazioni sono raggiungibili percorrendo il Sentiero dell'Atmosfera, un itinerario didattico culturale nato dalla collaborazione tra CNR, Parco regionale del Frignano, Servizio meteorologico dell'AM-CAMM e ARPA Emilia-Romagna.
Il territorio comunale sopra i 1.500 m s.l.m., oltre il lago della Ninfa e passo del Lupo, fa parte del parco regionale del Frignano. A ridosso dell'abitato si trovano altre due aree naturalistiche protette di importanza minore.
Altre emergenze naturalistiche sono il cosiddetto "Far West", costoni di rocce friabili sul lato sud del monte Cervarola, il Sasso della Capra a Pian Cavallaro, i Sassatelli sotto Vesale e alcune grotte naturali.

### Clima
In Sestola esiste una piovosità significativa durante l'anno. Anche nel mese più secco vi è molta piovosità. Il clima è stato classificato come Cfb in accordo con Köppen e Geiger (clima temperato umido). La temperatura media annuale di Sestola è 8.4 °C. Piovosità media annuale di 911 mm.

### Tabella climatica Sestola
|                          | gen/feb | gen/feb | mar/apr | mar/apr | mag/giu | mag/giu | lug/ago | lug/ago | set/ott | set/ott | nov/dic | nov/dic |
| ------------------------ | ------- | ------- | ------- | ------- | ------- | ------- | ------- | ------- | ------- | ------- | ------- | ------- |
| Temperatura massima (°C) | 1.9     | 3.1     | 5.9     | 9.7     | 14.4    | 18.5    | 21.9    | 21.5    | 17.8    | 12.3    | 6.9     | 3.2     |
| Temperatura minima (°C)  | -2.3    | -1.6    | 0.2     | 3.4     | 7.4     | 11      | 13.8    | 13.6    | 11      | 6.8     | 2.4     | -0.8    |
| Medie Temperatura (°C)   | -0.2    | 0.7     | 3       | 6.5     | 10.9    | 14.7    | 17.8    | 17.5    | 14.4    | 9.5     | 4.6     | 1.2     |
| Precipitazioni (mm)      | 67      | 66      | 71      | 77      | 73      | 64      | 48      | 64      | 84      | 102     | 111     | 84      |

## Storia
Il primo documento in cui si nomina il suo Castello è il Diploma di Astolfo del 753 d.C., col quale il re dei Longobardi faceva dono del Castrum Sextulae e territori adiacenti all'abbazia di Nonantola, allora fondata da sant'Anselmo.
All'epoca dei Comuni, Sestola aderì al Comune Federale del Frignano; in seguito le città di Modena e Bologna lottarono a più riprese per il suo possesso fino a quando, nel XIV secolo, Sestola e il Frignano aderirono alla Signoria degli Estensi. Da quel momento Sestola diventò la capitale della provincia del Frignano, titolo che conservò fino agli inizi dell'Ottocento.
In seguito all'apertura della via Giardini (ora SS 12 del Brennero), alla fine del XVIII secolo, Sestola si trovò tagliata fuori dal nuovo traffico commerciale; di conseguenza la Fortezza fu trasformata in un penitenziario che rimase in attività fino al 1866.
Sul finire del secolo scorso, quando il nascente turismo dava al paese una nuova possibilità di sfruttamento economico del territorio, la Fortezza subì un'ulteriore trasformazione ospitando un Osservatorio Meteorologico e un Istituto estivo per la cura dei bambini.
La pratica dell'escursionismo che faceva del monte Cimone la meta più ambita dalle neonate sezioni del CAI, lo sviluppo del patrimonio forestale e la trasformazione del paese in attrezzata stazione climatica, fecero di Sestola un accogliente e rinomato paese di villeggiatura. In questo secolo il turismo è via via diventato preminente nell'economia del paese ed oggi, dopo cent'anni di esperienza e tradizione, Sestola è una delle località turistiche più belle di tutto l'Appennino. È infatti dotata di un'ampia area pedonale, di una seggiovia che dal paese porta a Pian del Falco e di una funivia che parte da passo del Lupo.

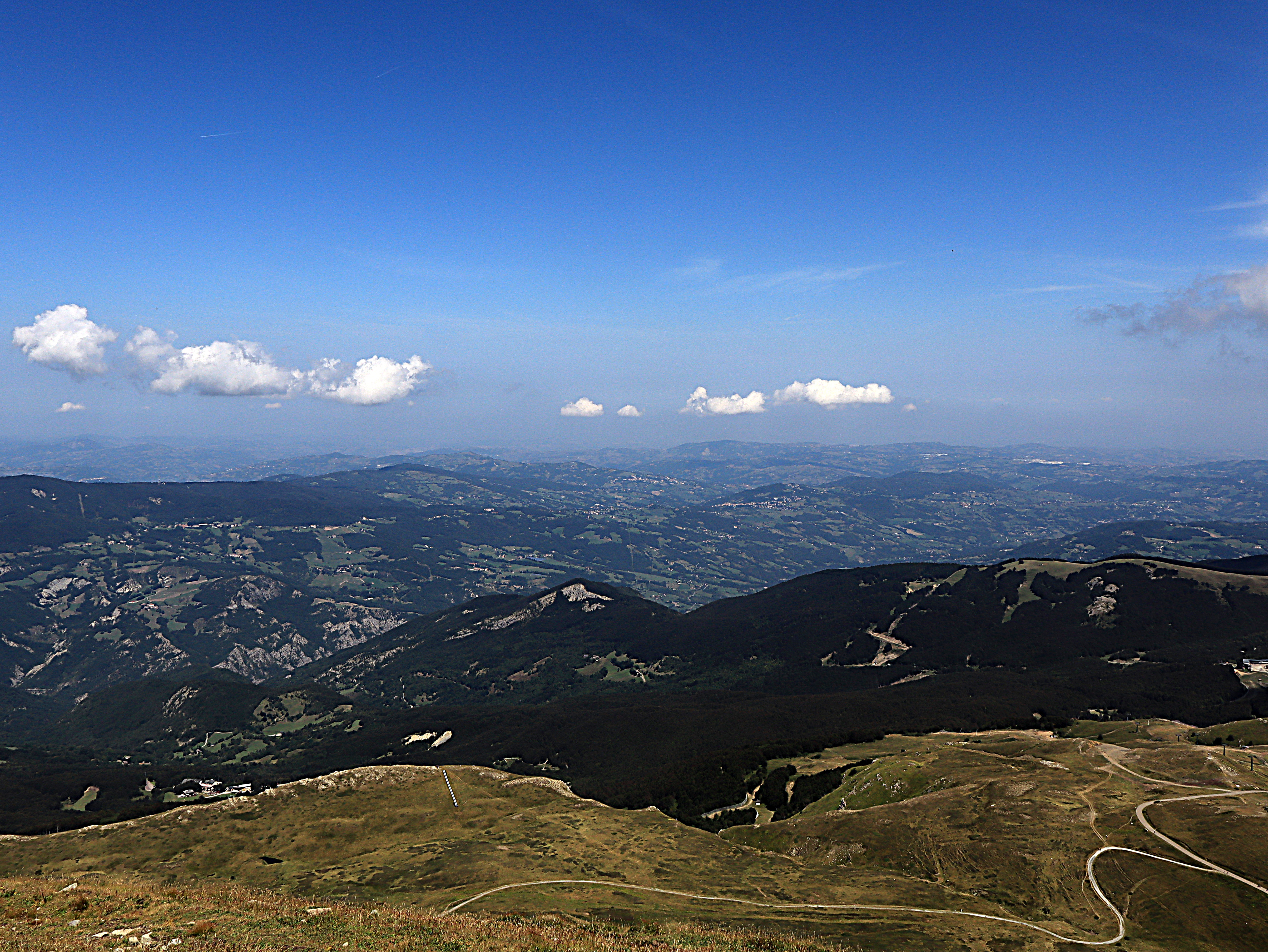
Panorama dalla vetta del Monte Cimone.

### Simboli
Lo stemma comunale è stato riconosciuto con DCG del 12 marzo 1933.
Vi sono rappresentate, su uno sfondo azzurro, due fasce centrate (ossia convesse) d'oro, una rocca a tre torri fondata su un colle; nel capo dello scudo un'aquila coronata di nero.
Il gonfalone è un drappo di verde con la bordatura di azzurro.

## Monumenti e luoghi d'interesse
Su di un alto sperone roccioso sorge l'antica fortezza, ricostruita verso la metà del XVI secolo ma di origini molto più antiche. La posizione strategica di controllo delle vallate dello Scoltenna e del Leo, infatti, la poneva in una posizione di controllo all'accesso alla parte sud del Frignano. La parte vecchia del paese sorge a ridosso di questo antico insediamento.
Numerosi sono i monumenti degni di nota, fra cui molte chiese e oratori, all'interno dei quali si possono ammirare opere d'arte, quadri, altari e manufatti preziosi, ma degne di nota sono anche alcune borgate e case padronali, oltre naturalmente al complesso del castello.
Fra le principali chiese ed oratori di Sestola degne di essere visitate, sono da segnalare:
- chiesa parrocchiale di San Nicolò, costruita agli inizi del sec. XVII in sostituzione dell'antica chiesa situata all'interno della fortezza. Rimodernata nei primi anni del XX secolo con una nuova facciata, conserva notevoli opere d'arte oggi restaurate;
- chiesa della Madonna del Rosario, di struttura seicentesca, appartenente all'antica famiglia dei Cavalcabò, che, restaurata di recente, ha ritrovato l'antico splendore;
- oratorio di San Nicola in Castello, detto anche chiesa di Rocca, antica parrocchiale di Sestola, nominata fin dal 1114, poi riedificata e ridotta a oratorio nel 1696. Al suo interno si trovano resti di affreschi quattrocenteschi;
- oratorio di Sant'Antonio, situato sulla strada che porta al castello, risale all'inizio del Seicento ed è l'ultimo dei tanti oratori privati appartenuti alle famiglie notabili del paese, apparteneva alla nobile famiglia Albinelli.

## Società

### Evoluzione demografica
Abitanti censiti

### Etnie e minoranze straniere
Secondo i dati ISTAT al 31 dicembre 2019 la popolazione straniera residente era di 194 persone.
Le nazionalità maggiormente rappresentate erano:
- Romania 65
- Marocco 52

## Infrastrutture e trasporti
La principale arteria stradale passante per Sestola è l'ex SS 324 del Passo delle Radici. Essa ad ovest porta a Montecreto e Pievepelago, mentre ad est raggiunge Fanano e l'Appennino bolognese.

### Demanio Militare/Ministero della Difesa
Presso il Monte Cimone a Sestola è presente il CAMM, Centro Aeronautica Militare di Montagna, Stazione Meteorologica Presidiata dall'Aeronautica Militare, con base ricavata sulla montagna. 
In via delle Ville è presente una caserma dell'Aeronautica Militare.

## Cultura
Sestola, più di tanti altri comuni del Frignano, purtroppo ha perso molte delle proprie tradizioni come conseguenza del forte impatto turistico che ne ha caratterizzato lo sviluppo.
Ne restano comunque tracce visibili nelle feste religiose e nelle sagre frazionali, che in questi ultimi anni sono tornate ad essere momenti d'incontro sociale e di recupero di motivi tradizionali.
Tipici della zona sono i cosiddetti metati, ormai in disuso, che erano costruiti per l'essiccazione delle castagne.
Presso le sale del Castello ha sede il Museo della civiltà montanara e contadina, che da anni raccoglie ed espone materiali ed attrezzi riguardanti le tradizioni lavorative e di vita locali, e il Museo degli strumenti musicali meccanici.
È presente anche una Biblioteca comunale in Via Macello 10/12 che organizza frequenti iniziative culturali.

## Geografia antropica
La storia di Sestola è anche quella delle sue frazioni: Casine, Castellaro, Rocchetta Sandri, Roncoscaglia e Vesale che, a parte la prima, frazione da circa un secolo, hanno tutte una lunga storia d'indipendenza dall'attuale capoluogo quali liberi Comuni del Frignano.

## Economia
Il paese ha ottenuto il riconoscimento Bandiera Arancione del Touring Club Italiano.

## Amministrazione
Il comune fa parte dell'Unione dei comuni del Frignano, che ha il proprio capoluogo a Pavullo nel Frignano.
| Periodo        | Periodo         | Primo cittadino       | Partito                                       | Carica  | Note   |
| -------------- | --------------- | --------------------- | --------------------------------------------- | ------- | ------ |
| 12 maggio 1985 | 22 aprile 1995  | Ubaldo Fraulini       | PCI, PDS                                      | Sindaco | [ 12 ] |
| 23 aprile 1995 | 14 gennaio 1997 | Margherita Cassinelli | PDS                                           | Sindaco | [ 12 ] |
| 27 aprile 1997 | 27 maggio 2006  | Franco Cerfogli       | PDS, DS                                       | Sindaco | [ 12 ] |
| 28 maggio 2006 | 4 ottobre 2021  | Marco Bonucchi        | lista civica Democrazia progresso solidarietà | Sindaco | [ 12 ] |
| 4 ottobre 2021 | in carica       | Fabio Magnani         | lista civica Democrazia progresso solidarietà | Sindaco | [ 12 ] |